# (440021) 2002 OL12
(440021) 2002 OL12 es un asteroide perteneciente al cinturón de asteroides, descubierto el 25 de julio de 2002 por el equipo del Near Earth Asteroid Tracking desde el Observatorio Palomar, California, Estados Unidos.

## Designación y nombre
Designado provisionalmente como 2002 OL12.

## Características orbitales
2002 OL12 está situado a una distancia media del Sol de 2,622 ua, pudiendo alejarse hasta 3,509 ua y acercarse hasta 1,735 ua. Su excentricidad es 0,338 y la inclinación orbital 25,506 grados. Emplea 1550,53 días en completar una órbita alrededor del Sol.

## Características físicas
La magnitud absoluta de 2002 OL12 es 16,65. Tiene 2,656 km de diámetro y su albedo se estima en 0,076.